# قرار مجلس الأمن التابع للأمم المتحدة رقم 1441
إن قرار مجلس الأمن التابع للأمم المتحدة 1441, وهو قرار اتخذه مجلس الأمن التابع للأمم المتحدة بالإجماع في 8 نوفمبر 2002، يمنح العراق في عهد صدام حسين «فرصة أخيرة للوفاء بالتزاماته في مجال نزع السلاح»، على النحو المنصوص عليه في القرارات السابقة (660، 661، 678، 686، 687، 688، 707، 715، 986، 1284). وقد استخدم لتبرير ما أصبح يعرف فيما بعد بغزو الولايات المتحدة للعراق.
وينص القرار 1441 على أن العراق قد انتهك بشكل خطير شروط وقف إطلاق النار المنصوص عليها في القرار 687. ولم تقتصر انتهاكات العراق على أسلحة الدمار الشامل فحسب، بل شملت أيضا صنع أنواع معروفة من القذائف المحظورة، وشراء واستيراد أسلحة محظورة، ورفض العراق المستمر دفع تعويضات إلى الكويت عن أعمال النهب الواسعة النطاق التي ارتكبتها قواته أثناء الغزو والاحتلال في الفترة 1990-1991. وذكر أيضا أن «... البيانات الكاذبة أو الإغفالات في الإعلانات المقدمة من العراق بموجب هذا القرار وعدم امتثال العراق في أي وقت لهذا القرار وتعاونه التام في تنفيذه تشكل خرقا خطيرا آخر من جانب العراق لالتزاماته».

## اعتماد القرار
لم يذكر القرار نفسه الحرب مطلقًا، بل طلب فقط من العراق دعم عمليات التفتيش التي تقوم بها الأنموفيك والوكالة الدولية للطاقة الذرية.
في 12 سبتمبر 2002، خاطب الرئيس الأمريكي جورج بوش الجمعية العامة للأمم المتحدة وأوجز سلسلة من الشكاوى ضد الحكومة العراقية. تشمل ما يلي:
- «إن العراق، في انتهاك لقرار مجلس الأمن 1373، يدعم المنظمات الإرهابية التي ترتكب أعمال عنف ضد إيران وإسرائيل والحكومات الغربية ومن المعروف جيدا أن إرهابيي القاعدة الفارين من أفغانستان موجودون في العراق».
- حددت لجنة حقوق الإنسان التابعة للأمم المتحدة انتهاكات «خطيرة للغاية» لحقوق الإنسان في عام 2001
- ينتج العراق ويستخدم أسلحة الدمار الشامل (الأسلحة البيولوجية والكيميائية والقذائف بعيدة المدى)، وكلها تنتهك قرارات الأمم المتحدة.
- استخدم العراق عائدات برنامج «النفط مقابل الغذاء» التابع للأمم المتحدة لشراء الأسلحة بدلاً من الغذاء لشعبه.
- لقد انتهك العراق بشكل صارخ أحكام برنامج التحقق من الأسلحة ثم علق البرنامج بالكامل.

وبعد الإدلاء بالبيانات، بدأت مفاوضات مكثفة مع أعضاء مجلس الأمن الآخرين. على وجه الخصوص، أعرب ثلاثة أعضاء دائمين في مجلس الأمن (يتمتعون بحق النقض) عن قلقهم بشأن غزو العراق: روسيا والصين وفرنسا.
نص القرار، الذي تمت صياغته بشكل مشترك من قبل الولايات المتحدة والمملكة المتحدة، هو نتيجة ثمانية أسابيع من المفاوضات المكثفة، وخاصة مع روسيا وفرنسا. وطعنت فرنسا في عبارة «عواقب وخيمة» وذكرت مرارا أن أي «انتهاك مادي» يكتشفه المفتشون ينبغي ألا يؤدي تلقائيا إلى الحرب؛ وبدلا من ذلك، ينبغي للأمم المتحدة أن تتخذ قرارا آخر يحدد مسار العمل. ومما يدعم هذا الرأي أن القرارات السابقة التي أضفت الشرعية على الحرب بموجب الفصل السابع قد استخدمت عبارات أكثر صرامة مثل «جميع الوسائل الضرورية» وفي القرارين 678 و1441 لعام 1990، ينبغي لمجلس الأمن «أن يبقي المسألة قيد نظره».

## التصويت
في 8 نوفمبر 2002، اعتمد مجلس الأمن بالإجماع القرار 1441 بأغلبية 15 صوتًا مقابل لا شيء؛ صوتت روسيا والصين وفرنسا والدولة العربية الوحيدة، سوريا، لصالحها، مما أعطى القرار 1441 دعمًا أوسع من قرار حرب الخليج عام 1990.
وعلى الرغم من أن بعض السياسيين جادلوا بأن القرار قد يأذن بالحرب في بعض الحالات، فقد أوضح المشاركون أن الأمر ليس كذلك. وقال جون نيغروبونتي، سفير الولايات المتحدة لدى الأمم المتحدة:
وقال سفير المملكة المتحدة، الذي شارك في تقديم القرار:
كما أكد السفير السوري هذه المعلومات بقوله:

## التنفيذ
وافق العراق على القرار في 13 نوفمبر. عاد مفتشو الأسلحة بقيادة هانز بليكس من لجنة الأمم المتحدة للرصد والتحقق والتفتيش ومحمد البرادعي من الوكالة الدولية للطاقة الذرية في 27 نوفمبر. ولم يكن المفتشون موجودين في العراق منذ انسحابهم في ديسمبر 1998 قبل عملية ثعلب الصحراء.

## روابط خارجية
- نص القرار على UNHCR.org
- مركز أنباء الأمم المتحدة